# Blepephaeus
Blepephaeus är ett släkte av skalbaggar. Blepephaeus ingår i familjen långhorningar.

## Dottertaxa tillBlepephaeus, i alfabetisk ordning[1]
- Blepephaeus agenor
- Blepephaeus andamanicus
- Blepephaeus annulatus
- Blepephaeus arrowi
- Blepephaeus bangalorensis
- Blepephaeus banksi
- Blepephaeus bipunctatus
- Blepephaeus blairi
- Blepephaeus borneensis
- Blepephaeus fulvus
- Blepephaeus grisescens
- Blepephaeus hiekei
- Blepephaeus higaononi
- Blepephaeus indicus
- Blepephaeus infelix
- Blepephaeus irregularis
- Blepephaeus itzingeri
- Blepephaeus laosicus
- Blepephaeus lemoulti
- Blepephaeus leucosticticus
- Blepephaeus lignosus
- Blepephaeus luteofasciatus
- Blepephaeus malaccensis
- Blepephaeus marmoratus
- Blepephaeus marshalli
- Blepephaeus mausoni
- Blepephaeus mindanaoensis
- Blepephaeus modicus
- Blepephaeus multinotatus
- Blepephaeus nepalensis
- Blepephaeus niasicus
- Blepephaeus nicobaricus
- Blepephaeus nigrofasciatus
- Blepephaeus nigrosparsus
- Blepephaeus nigrostigma
- Blepephaeus nobuoi
- Blepephaeus ocellatus
- Blepephaeus penangensis
- Blepephaeus porosus
- Blepephaeus shembaganurensis
- Blepephaeus similis
- Blepephaeus stigmosus
- Blepephaeus strandi
- Blepephaeus subannulatus
- Blepephaeus subcruciatus
- Blepephaeus sumatranus
- Blepephaeus sumatrensis
- Blepephaeus undulatus
- Blepephaeus variegatus
- Blepephaeus varius